# Kurt Kersten (Politiker)
Kurt Kersten (* 31. Juli 1901 in Holzminden; † 1. August 1967) war ein hessischer Politiker (GB/BHE) und ehemaliger Abgeordneter des Hessischen Landtags.

## Leben
Kurt Kersten studierte nach dem Abitur Rechtswissenschaften und Volkswirtschaft in Frankfurt am Main und Köln. Anschließend war er Gerichtsassessor, 1934 Rechtsberater bei der Deutschen Arbeitsfront und 1939 Abteilungsleiter im Reichswirtschaftsministerium. 1939 bis 1945 war er Soldat und wurde mehrmals verwundet. Im Jahre 1948 kehrte er aus der Kriegsgefangenschaft zurück und arbeitete ab 1951 als Rechtsanwalt.
Zum 1. Mai 1933 trat er der NSDAP bei (Mitgliedsnummer 2.292.552). Zudem war er Mitglied in der Sturmabteilung, in der er den Rang eines SA-Rottenführers innehatte. Ab 1939 leitete er eine Abteilung im Reichswirtschaftsministerium.
Kurt Kersten war Kreisvorsitzender, Vorsitzender des Landesausschusses, Mitglied des Landesvorstandes und des geschäftsführenden Landesvorstandes des GB/BHE. Kommunalpolitisch war er als Gemeindevertreter und  Kreistagsabgeordneter aktiv. Vom 9. März 1955 bis zum 30. November 1962 war er Mitglied des Hessischen Landtags. 
1959 war er Mitglied der 3. Bundesversammlung.